# Ragnar Jonasson
Ragnar Jónasson, islandski pisec kriminalk; * 1976, Reykjavik, Islandija.
Ragnar Jonasson se je rodil v Reykjaviku, kjer še vedno živi s svojo družino −
ženo in hčerama. Doštudiral je pravo in dela kot odvetnik. Preden je začel pisati svoje romane, se je ukvarjal s prevajanjem; v islandščino je prevedel 14 romanov Agathe Christie. Prvi roman (Fölsk nóta) je izdal leta 2009. Zaslovel je z drugim romanom (Snežna slepota), ki ga je izdal leta 2010. Omenjeni roman je prvi iz serije Temna Islandija; gre za serijo kriminalnih romanov, v katerih nastopa mlad policist Ari Thor Arason. Ari Thor Arason se pojavi že v prvem romanu, v Fölsk nóta, in pomeni nekakšno predzgodbo kasnejši seriji romanov.
Sledili so trilogija Skrivna Islandija in več samostojnih romanov ter tudi šesta knjiga iz serije Temna Islandija. V trilogiji Skrivna Islandija nastopa starejša kriminalistka Hulda Hermannsdottir. Vsi trije deli trilogije (Tema, Otok, Megla) so prevedeni tudi v slovenščino.

## Romani

### Serija Temna Islandija
0. Fölsk nóta, 2009 (predzgodba)

1. Snjóblinda, 2010 (slovenski prevod: Snežna slepota, Učila, 2022)

2. Myrknætti, 2011 (slovenski prevod: Zatemnitev, Učila, 2022)

3. Rof, 2012

4. Andköf, 2013

5. Náttblinda, 2014

6. Vetrarmein, 2020

### Serija Skrita Islandija
1. Dimma, 2015[9] (prevod v slovenščino: Tema, Učila, 2021)[8]
2. Drungi, 2016[9] (prevod v slovenščino: Otok, Učila, 2021)[8]
3. Mistur, 2017[9] (prevod v slovenščino: Megla, Učila, 2021)[8]

### Drugi romani
1. Þorpið, 2018
2. Úti, 2021
3. Hvítidauði, 2019)